# Livistona

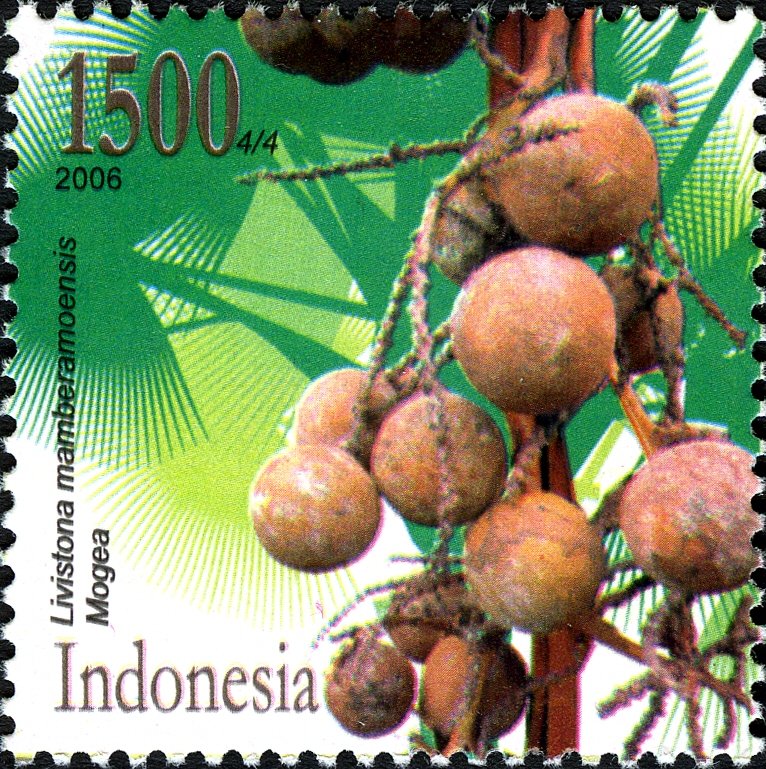
Plody Livistona mamberamoensis na indonéské známce

Livistona (Livistona) je rod palem, zahrnující celkem 28 druhů. Jsou to solitérní, spíše vyšší palmy s vějířovitými listy a přímými kmeny. Jednotlivé segmenty listů jsou na konci často rozštěpené a charakteristicky převislé. Rod je rozšířen v tropické Asii a Austrálii, jeden druh roste v severovýchodní Africe a přilehlé oblasti Arábie. V roce 2011 bylo celkem 8 druhů z jihovýchodní Asie a Tichomoří přeřazeno do rodu Saribus. Livistony jsou v tropech a subtropech často pěstovány jako okrasné palmy. Nejznámějším zástupcem je livistona čínská.

## Popis
Livistony jsou solitérní, většinou jednodomé nebo řidčeji funkčně dvoudomé palmy, dorůstající výšky od 5 až do 40 metrů.
Kmen je přímý, 5 až 60 cm tlustý, zprvu pokrytý vláknitými listovými pochvami, později holý a drsný nebo pokrytý listovými bázemi. Nejdrobnějším druhem je L. exigua, mezi mohutné druhy patří např. L. nasmophila a L. saribus.
Listy jsou dlanitozpeřené nebo výjimečně dlanité (L. exigua), induplikátní, asi do poloviny až téměř k bázi členěné na jednoduše přeložené segmenty. Jednotlivé segmenty jsou na vrcholu dvouklané a často se hlouběji rozštěpují. Na konci jsou často převislé. Listy jsou po odumření opadavé nebo vytrvávají na rostlině.
Na líci listové čepele je vyvinuta hastula.
Řapíky nesou na okraji až 6 cm dlouhé ostny (téměř chybějí u L. inermis).
Listové pochvy jsou otevřené a brzy se přeměňují v rezavě hnědou vláknitou změť.
Květenství vyrůstají mezi bázemi listů a jsou větvená až do 5. řádu
Květy jsou oboupohlavné nebo řidčeji funkčně jednopohlavné, v rámci květenství jednotlivé nebo sdružené do malých skupin. Kalich je trojčetný, na bázi srostlý, korunní lístky jsou volné. Tyčinek je 6 a jsou přirostlé ke koruně. Gyneceum je složeno ze 3 plodolistů. Plodolisty jsou na bázi volné, v horní části srostlé v jedinou tenkou čnělku. Blizna je drobná, trojlaločná.
Plody jsou kulovité, elipsoidní až hruškovité, rozličně zbarvené (zelené, modré, purpurové, hnědé nebo černé), jednosemenné a zpravidla krátce stopkaté, 9 až 40 mm velké.

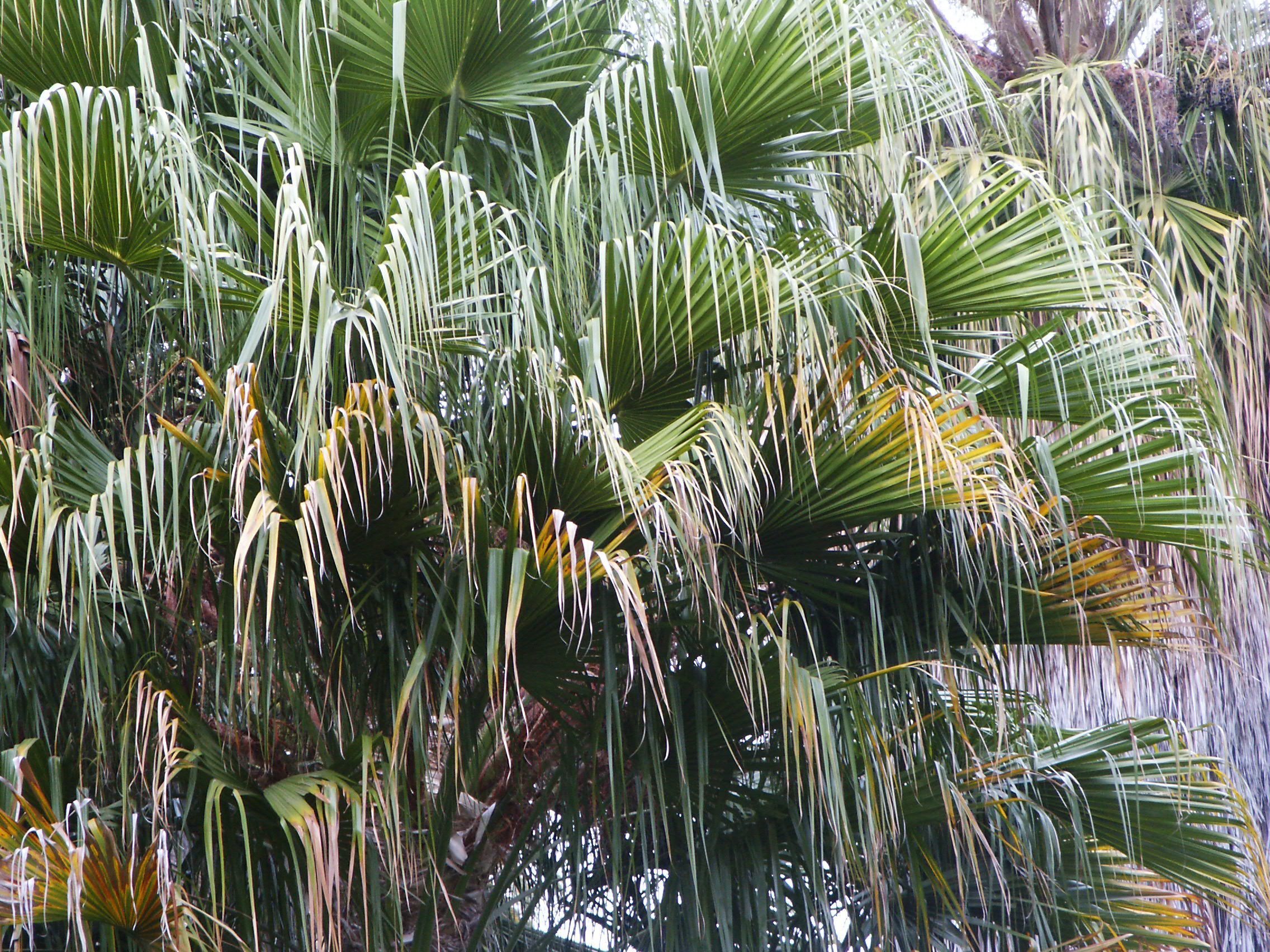
Charakteristicky převislé konce listů u L. nitida
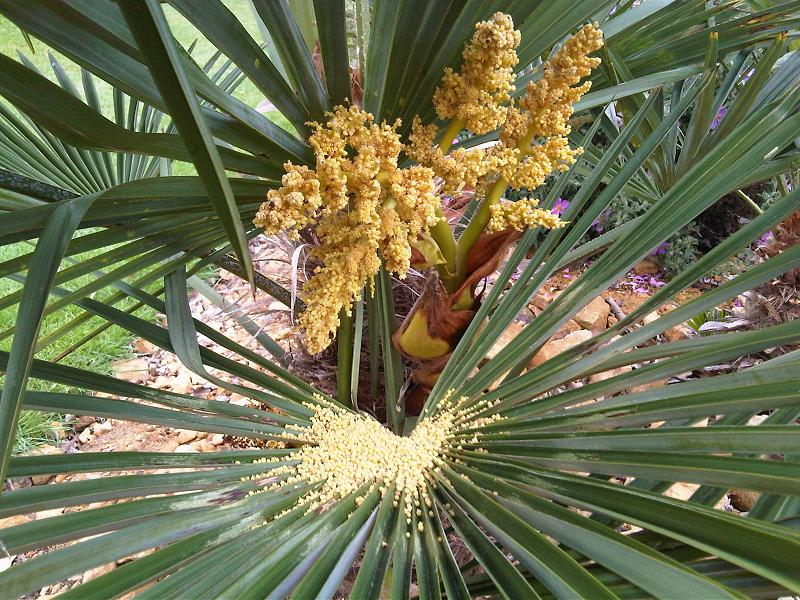
Květenství livistony čínské
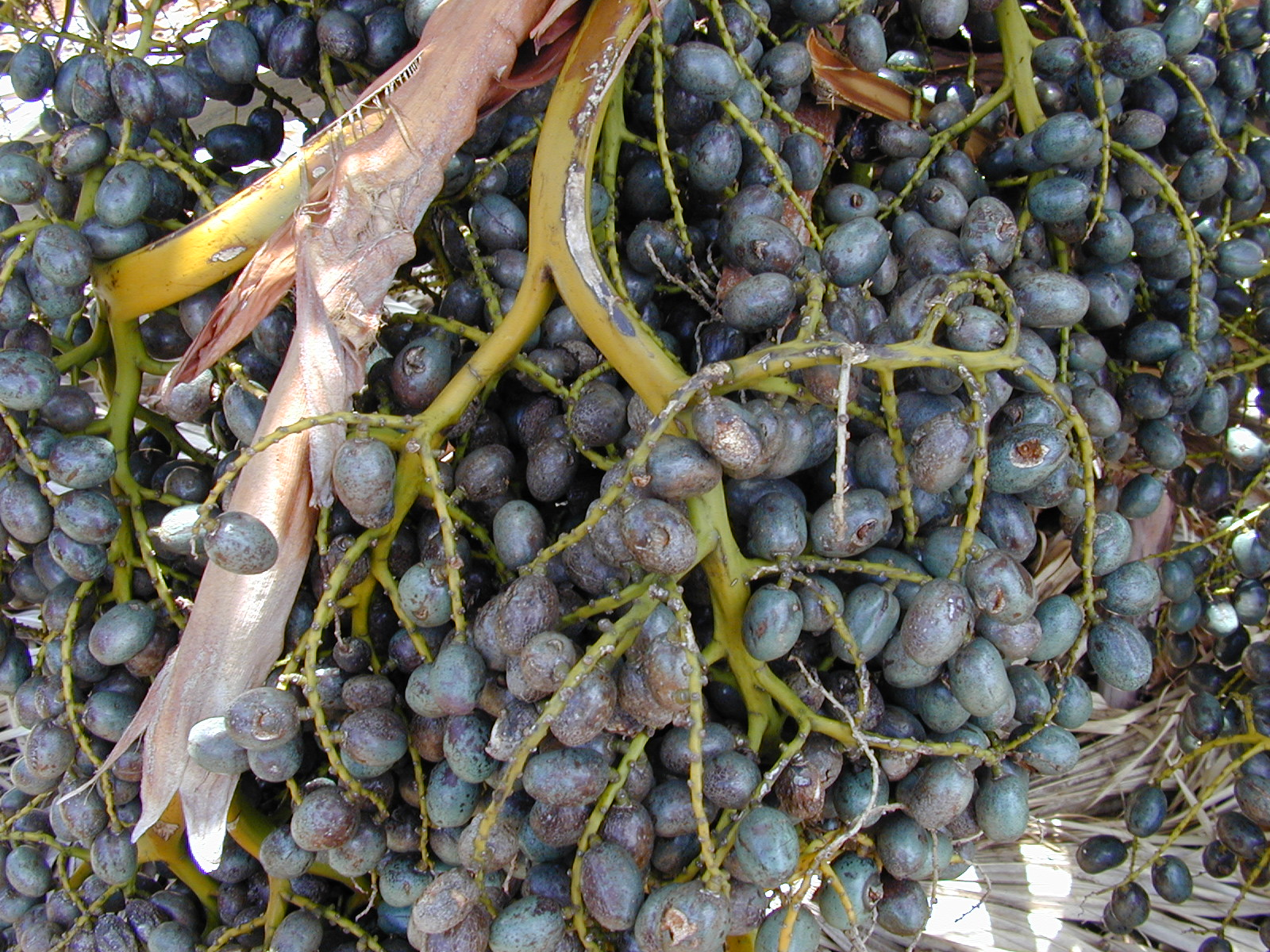
Plodenství livistony čínské

## Rozšíření
Rod livistona zahrnuje v současném pojetí 28 druhů. Je rozšířen v tropické Asii, Austrálii a severovýchodní Africe. Areál rozšíření v Asii sahá od severovýchodní Indie a jižní Číny po jižní Japonsko a přes Indočínu a Filipíny po Sumatru a Borneo. Druh Livistona carinensis se vyskytuje v jižní části Arabského poloostrova v oblasti Jemenu a v Africe v severovýchodním Somálsku a Džíbútí. V Austrálii je rod livistona rozšířen v severní a východní části kontinentu a zasahuje i na jih Nové Guineji.
Livistony rostou v tropech a subtropech na široké škále stanovišť, v nížinných i horských deštných lesích, podmáčených rašelinných lesích i na savanách.

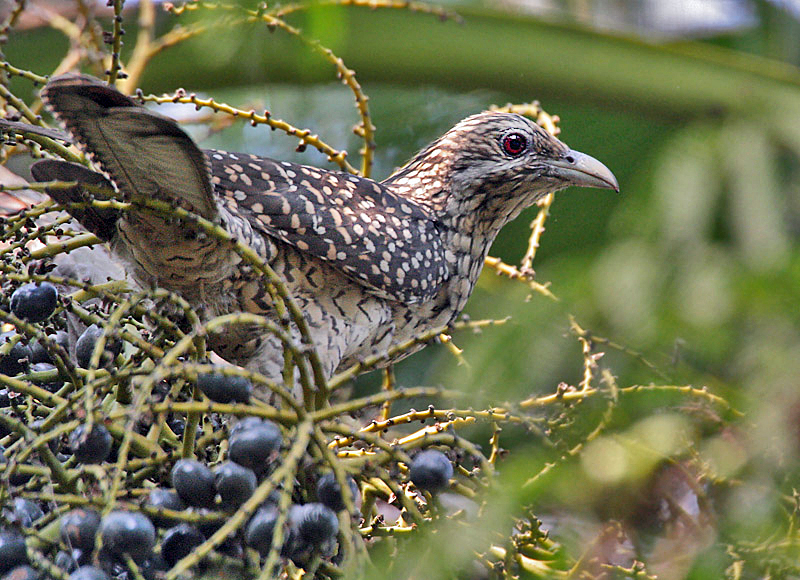
Kukačka koel hodující na plodech livistony čínské

## Ekologické interakce
Květy liviston vytvářejí nektar v septálních nektáriích v semeníku. Opylují je zejména včely. Plody vyhledávají někteří savci včetně netopýrů a ptáci.

## Taxonomie
Rod Livistona je v současné taxonomii palem řazen do podčeledi Coryphoideae, tribu Livistoneae a subtribu Livistoninae. V roce 2011 z něj bylo na základě výsledků molekulárních studií vyjmuto 8 druhů a byly přeřazeny do rodu Saribus. Ovšem druh Livistona saribus zůstal v rodu Livistona.

## Zástupci
- livistona čínská (Livistona chinensis)

## Význam
Livistona čínská (Livistona chinensis) je v tropech a subtropech celého světa pěstována jako okrasná palma. Mladé rostliny jsou pěstovány také jako pokojové palmy a snášejí i silnější zastínění. Australský druh Livistona australis je tolerantní k mrazu a pěstuje se i v chladnějších oblastech světa.
Kmen Livistona benthamii je velmi ozdobný, s pravidelně rozmístěnými vytrvalými bázemi listů. Z dalších druhů se pěstují např. L. decipiens, L. jenkinsiana, L. loriphylla a L. saribus.
Listy některých druhů jsou používány jako střešní krytina, kmeny jsou zdrojem dřeva. Růstové vrcholy L. australis jsou jedlé (palmové zelí).

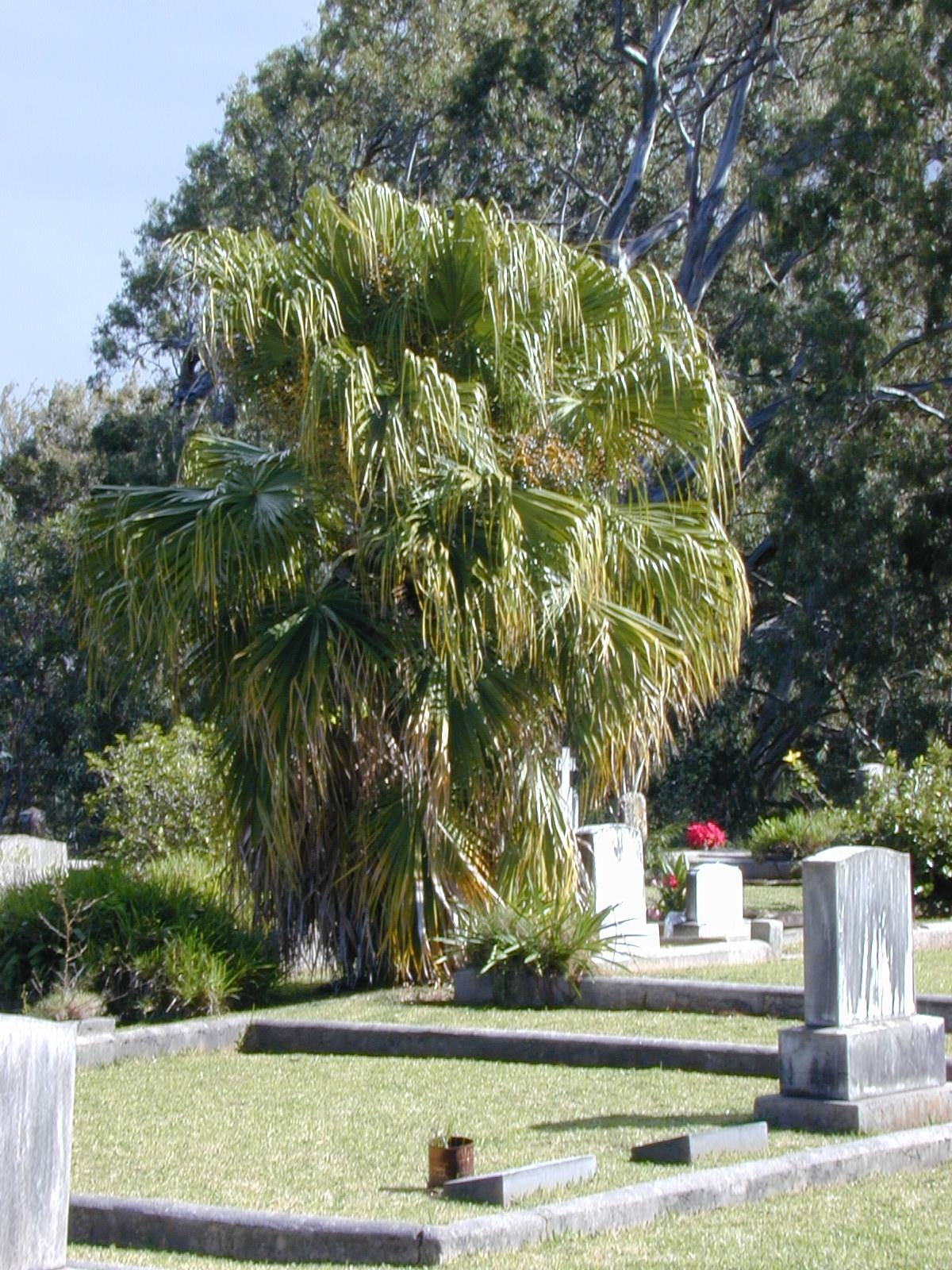
Livistona čínská na hřbitově na Havaji
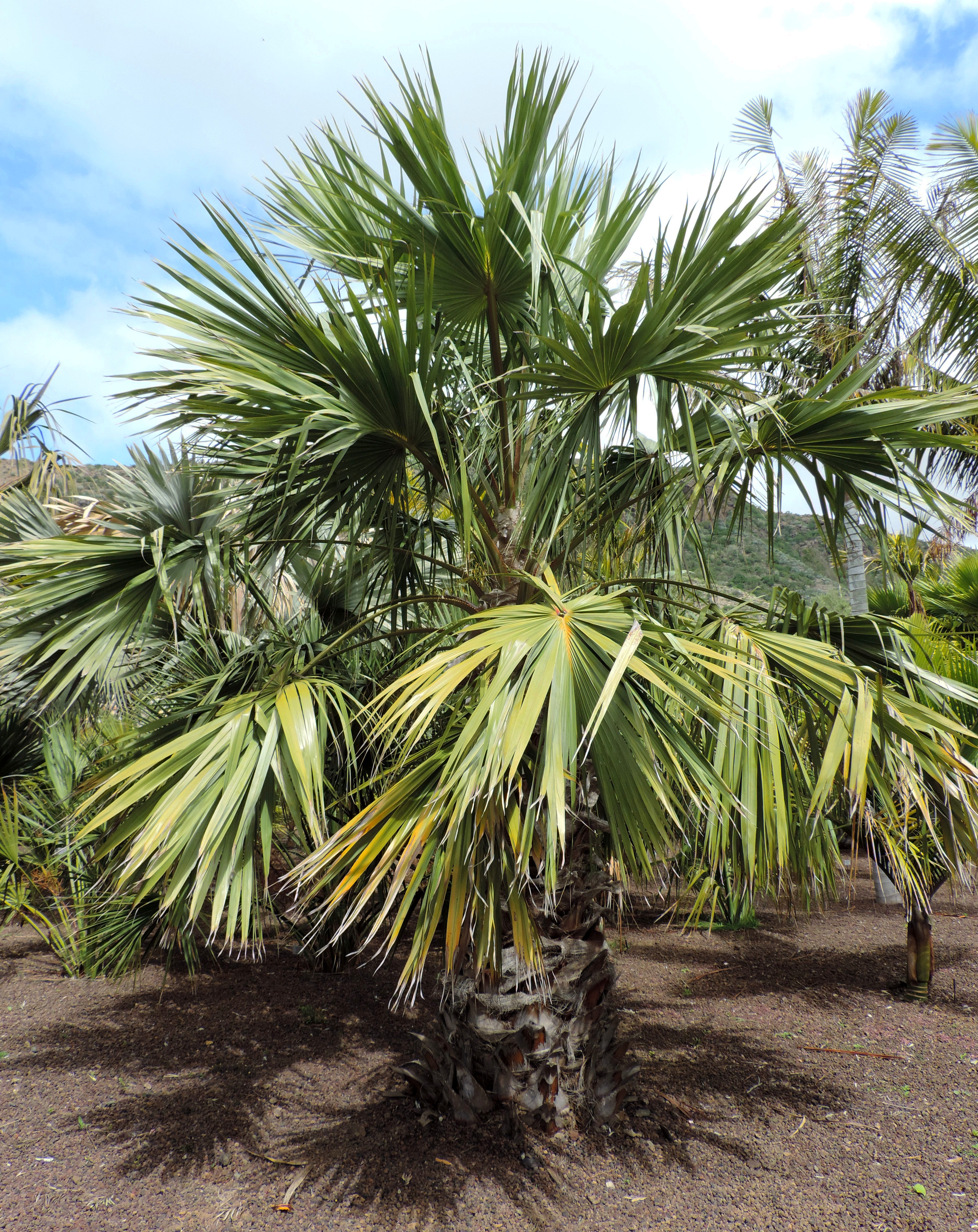
Livistona saribus v botanické zahradě na Kanárských ostrovech